# Starship (film)
Pour les articles homonymes, voir Starship.
Pour plus de détails, voir Fiche technique et Distribution.
Starship est un film britannico-australien réalisé par Roger Christian, sorti en 1984.

## Fiche technique
- Titre : Starship
- Réalisation : Roger Christian
- Scénario : Roger Christian et Matthew Jacobs
- Musique : Tony Banks
- Pays d'origine : Australie - Royaume-Uni
- Genre : science-fiction
- Date de sortie : 1984

## Distribution
- John Tarrant : Lorca
- Donogh Rees : Abbie
- Deep Roy : Grid
- Ralph Cotterill : Jowitt
- Hugh Keays-Byrne : Danny
- Peter Gabriel : Chanteur (non crédité)
- Toyah Willcox : Chanteuse (non créditée)